# 若林漸
若林 漸（わかばやし ?）は、日本のアナウンサー。

## 経歴
1951年10月、12月の開局を控えていたラジオ東京（のちのTBS）にアナウンサー第1期生として入社。
1952年2月9日には、日本の民間放送初のボクシング中継（日本バンタム級タイトルマッチ白井義男対堀口宏戦）で同局アナウンサーとして最初のスポーツ実況を担当した。元々若林はボクシングのことを全く知らず、ディレクターの尾上高一に連れられジムへ行き用語指導を受けた上で中継に臨んだ。中継第一声は「皆さんこんばんわ、どうぞ、ラジオの前にお集まり下さい」。
しかし、3月にNHKからスポーツ実況経験者である小坂秀二と近江正俊が移籍。以降ボクシング実況はこの二人が担当することとなり、実況はこの1回限りとなった。
1955年10月には編成局報道部へ異動しアナウンス職から離れた。その後、1959年5月から調査局考察部、同年10月からテレビ編成局編成部、1960年4月から調査局社史編集室へと異動を重ね、1961年8月にTBSを退社した。